# Cercle des Patineurs Liègois
Der Cercle des Patineurs Liègois ist ein belgischer Eishockeyclub aus Lüttich. Der 1939 gegründete Verein ist mit zehn belgischen Meistertiteln das dritterfolgreichste Team des Landes hinter dem Brussels Royal IHSC (23) und Olympia Heist op den Berg (11).  

## Geschichte
Der Cercle des Patineurs Liègois wurde 1939 gegründet und 1949 erstmals belgischer Meister. Besonders in den 1960er und 1970er Jahren überzeugte der Verein in der Eredivisie und gewann bis 1974 insgesamt zehn Meistertitel. Seit dem letzten Titelgewinn wurde es ruhig um den Club. Mittlerweile nimmt dieser auch nicht mehr am Spielbetrieb der höchsten belgischen Spielklasse teil. Der derzeit erfolgreichste Eishockeyclub Lüttichs sind die 1997 gegründeten Bulldogs de Liège.

## Erfolge
- Belgischer Meister (10)[1]: 1949, 1955, 1960, 1961, 1963, 1964, 1965, 1972, 1973 und 1974.